# سفارة الجزائر في روسيا
سفارة الجزائر في روسيا هي أرفع تمثيل دبلوماسي لدولة الجزائر في روسيا. تقع السفارة في مدينة موسكو وهي تهدف لتعزيز المصالح الجزائرية في روسيا.

## قائمة السفراء الجزائريين في روسيا
| السفير       | تاريخ التعيين | ملاحظات |
| ------------ | ------------- | ------- |
|              |               |         |
| سماعيل علاوة |               |         |
|              |               |         |

## روابط خارجية
- سفارة الجزائر بموسكو
- سفارة روسيا بالجزائر